# گمینا خورنگتس-زدروی
گمینا خورنگتس-زدروی (به لهستانی:  Gmina Horyniec-Zdrój) یک گمینا در لهستان است که در شهرستان لوباچوف واقع شده‌است. گمینا خورنگتس-زدروی ۲۰۲٫۷۸ کیلومتر مربع مساحت و ۴٬۹۳۱ نفر جمعیت دارد.